# Antti Tuisku
Antti Tapani Tuisku (ur. 27 lutego 1984 w Rovaniemi) – fiński piosenkarz.
W trakcie swojej kariery muzycznej wydał 11 albumów studyjnych oraz jeden kompilacyjny, które zostały sprzedane łącznie w ponad 300 tys. egzemplarzach w Finlandii.

## Życiorys
W 2003 wziął udział w przesłuchaniach do pierwszej edycji programu Idols, będącego fińską wersją formatu Pop Idol. Odpadł w odcinku półfinałowym, zajmując trzecie miejsce. W 2004 wydał swój debiutancki album, zatytułowany Ensimmäinen, który dotarł do pierwszego miejsca listy najczęściej kupowanych płyt w Finlandii i został sprzedany w ponad 70 tys. nakładzie, zdobywając status podwójnej platynowej płyty.
W 2007 wcielił się w rolę Mikko w filmie Juhy Wuolijokiego Święty Mikołaj.. W tym samym roku użyczył swojego głosu postaci Artura w filmie animowanym Shrek Trzeci. 
5 grudnia 2010 w parze z Anną-Liisa Bergström zwyciężył w finale piątej edycji programu rozrywkowego Tanssii tähtien kanssa. W 2011 użyczył swojego głosu królikowi EB w fińskiej wersji językowej filmu Hop. W 2015 uczestniczył w czwartej edycji programu Vain elämää. Odcinek, w którym uczestnicy śpiewali piosenki z jego repertuaru, odnotował najwyższe wyniki oglądalności w tym sezonie (ok. 741 tys. widzów).
W 2016 odebrał nagrodę Emma za wygraną w kategorii „Najlepszy artysta roku”, a za swój album En kommentoi otrzymał statuetki za wygraną w kategoriach „Nagranie roku” i „Najlepszy album popowy roku”. W kwietniu stworzył kolekcję odzieżową Antti Tuisku by Seppälä, którą wypuścił we współpracy z marką Seppälä.

## Dyskografia

### Albumy studyjne
| Rok  | Tytuł            | Pozycja na liście | Certyfikat                 | Sprzedaż       |
| Rok  | Tytuł            | FIN               | Certyfikat                 | Sprzedaż       |
| ---- | ---------------- | ----------------- | -------------------------- | -------------- |
| 2004 | Ensimmäinen      | 1                 | - FIN: 2 x platynowa płyta | - FIN: 40 000+ |
| 2005 | Antti Tuisku     | 1                 | - FIN: platynowa płyta     | - FIN: 20 000+ |
| 2005 | Minun jouluni    | 3                 | - FIN: złota płyta         | - FIN: 10 000+ |
| 2006 | New York         | 1                 | - FIN: złota płyta         | - FIN: 10 000+ |
| 2006 | Rovaniemi        | 2                 |                            |                |
| 2009 | Hengitän         | 3                 | - FIN: złota płyta         | - FIN: 10 000+ |
| 2010 | Kaunis kaaos     | 2                 | - FIN: platynowa płyta     | - FIN: 20 000+ |
| 2011 | Minun jouluni 2  | 5                 | - FIN: złota płyta         | - FIN: 10 000+ |
| 2011 | Toisenlainen tie | 2                 | - FIN: złota płyta         | - FIN: 10 000+ |
| 2015 | En kommentoi     | 1                 | - FIN: 2 x platynowa płyta | - FIN: 20 000+ |
| 2017 | Anatude          | 1                 |                            |                |

### Albumy kompilacyjne
| Rok  | Tytuł                        | Pozycja na liście | Certyfikat |
| Rok  | Tytuł                        | FIN               | Certyfikat |
| ---- | ---------------------------- | ----------------- | ---------- |
| 2007 | Aikaa – Greatest Hits Vol. 1 | 10                |            |

## Filmografia
- 2007: Święty Mikołaj – Mikko